# Потогінні засоби
Потогінні засоби або ж потогінне— група лікарських речовин, які використовують для посилення потовиділення. Потогінне використовують для збільшення віддачі організмом тепла, посилення виділення з організму води, при набряках, токсинів наприклад при отруєнні солями важких металів, для прискорення обміну речовин. Звичайно як потогінне застосовують жарознижувальні засоби, гарячі настої і відвари деяких лікарських рослин — квіти липи, ромашки, плоди малини тощо. Потогінний ефект дають також вологі обгортання, ванни тощо. Застосування потогінних засобів протипоказане при гіпертонічній хворобі, серцево-судинній недостатності, гострих нефритах.